# Magelona mirabilis
Magelona mirabilis är en ringmaskart som först beskrevs av Johnston 1865.  Magelona mirabilis ingår i släktet Magelona och familjen Magelonidae. Arten är reproducerande i Sverige. Inga underarter finns listade i Catalogue of Life.